# Endasys tetratylus
Endasys tetratylus är en stekelart som beskrevs av Luhman 1990. Endasys tetratylus ingår i släktet Endasys och familjen brokparasitsteklar. Inga underarter finns listade i Catalogue of Life.